# Леополд Викторин фон Виндиш-Грец
Леополд Викторин Йохан Вилхелм фон Виндиш-Грец (на немски: Leopold Victorin Johann Wilhelm Reichsgraf von Windisch-Graetz; * 17 септември 1686, Регенсбург; † 19 декември 1746, Виена) е граф на Виндиш-Грец (днес Словен градец, Словения) в Австрия, политик, дипломат, от 1739 г. рицар на Ордена на Златното руно.

## Живот
Той е син на вице-канцлер и имперски граф Готлиб Амадеус фон Виндиш-Грец (1630 – 1695) и третата му съпруга графиня Мария Терезия фон Заурау (1657 – 1713), дъщеря на граф Волфганг Рудолф фон Заурау (1618 – 1664) и графиня Елизабет Ваген цу Вагеншперг (1626 – 1700). По-големият му полубрат Ернст Фридрих фон Виндиш-Грец (1670 – 1727) е държавник и от 1700 г. рицар на Ордена на Златното руно.
Леополд Викторин започва служба през 1716 г. в императорския дворцов съвет. Следващата година е изпратен като извънреден посланик в нидерландския парламент в Хага. През 1719 г. той е изпратен в двора на Джордж I във Великобритания. През 1722 г. е първият императорски пратеник в „конгреса в Камбре“, където има успех за сключване на алианс. За спомен за този успех той сече златна монета.
През 1723 г. Леополд Викторин става таен съветник. От 1735 г. е конференц-министър. Като президент на съдебната комисия той пише множество ръкописи между 1732 и 1738 г. за кореспонденцията си с висши министри на император Карл VI. На 28 ноември 1739 г. император Карл VI го прави рицар на Ордена на Златното руно.
През 1741 г. Леополд Викторин получава покана от императрица Мария Терезия за прочутото събрание на короната. През 1743 г. император Франц I с решение на 5 октомври го прави сеньор таен съветник с ранг на държавен канцлер 1745 г. след държавния дворцов и държавен канцлер граф Антон Корфиц Улфелт (1699 – 1769).
Леополд Викторин фон Виндиш-Грец обича и цени изкуството, живее охолен живот и умира на 19 декември 1746 г. във Виена и оставя задължения след себе си.

## Фамилия
Леополд Викторин фон Виндиш-Грец се жени на 16 август 1714 г. в Хох- и Бургпфаре във Виена за графиня Мария Ернестина фон Щрасолдо (* 16 януари 1695, Гориция; † 2 юли 1766, Виена), дъщеря на граф Марцио фон Щрасолдо (1663 – 1732) и графиня Аурора Алдегонда фон Щрасолдо-Клингенфелс (1668 – 1749). Те имат децата:
- Мария Терезия (* 20 май 1715; † 16 август 1716)
- Амадеус Каспар (* 6 януари 1717; † 29 септемжври 1719)
- Леополд Карл Йозеф Франц де Паула Адам Игнац (* кръстен в „Св. Михаел“, Виена на 15 ноември 1718; † 13 февруари 1746, Виена, погребан там), женен на 17 февруари 1743 г. във Виена за графиня Мария Антония фон Кевенхюлер (* 29 март 1726, Виена; † 17 януари 1746, Виена), дъщеря на граф Лудвиг Андреас фон Кевенхюлер (1683 – 1744) и графиня Филипина Мария Анна Йозефа фон Ламберг (1695 – 1762); имат трима сина
- Карл Йозеф (* 19 март 1727; † 11 ноември 1749)